# Piper el-caranyanum
Piper el-caranyanum är en pepparväxtart som beskrevs av Trel. & Yunck.. Piper el-caranyanum ingår i släktet Piper och familjen pepparväxter. Inga underarter finns listade i Catalogue of Life.